# Tišnov
Tišnov (en allemand : Tischnowitz) est une ville du district de Brno-Campagne, dans la région de Moravie-du-Sud, en République tchèque. Sa population s'élevait à 9 275 habitants en 2024.

## Géographie
Tišnov se trouve à 22 km au nord-ouest de Brno et à 165 km au sud-est de Prague.

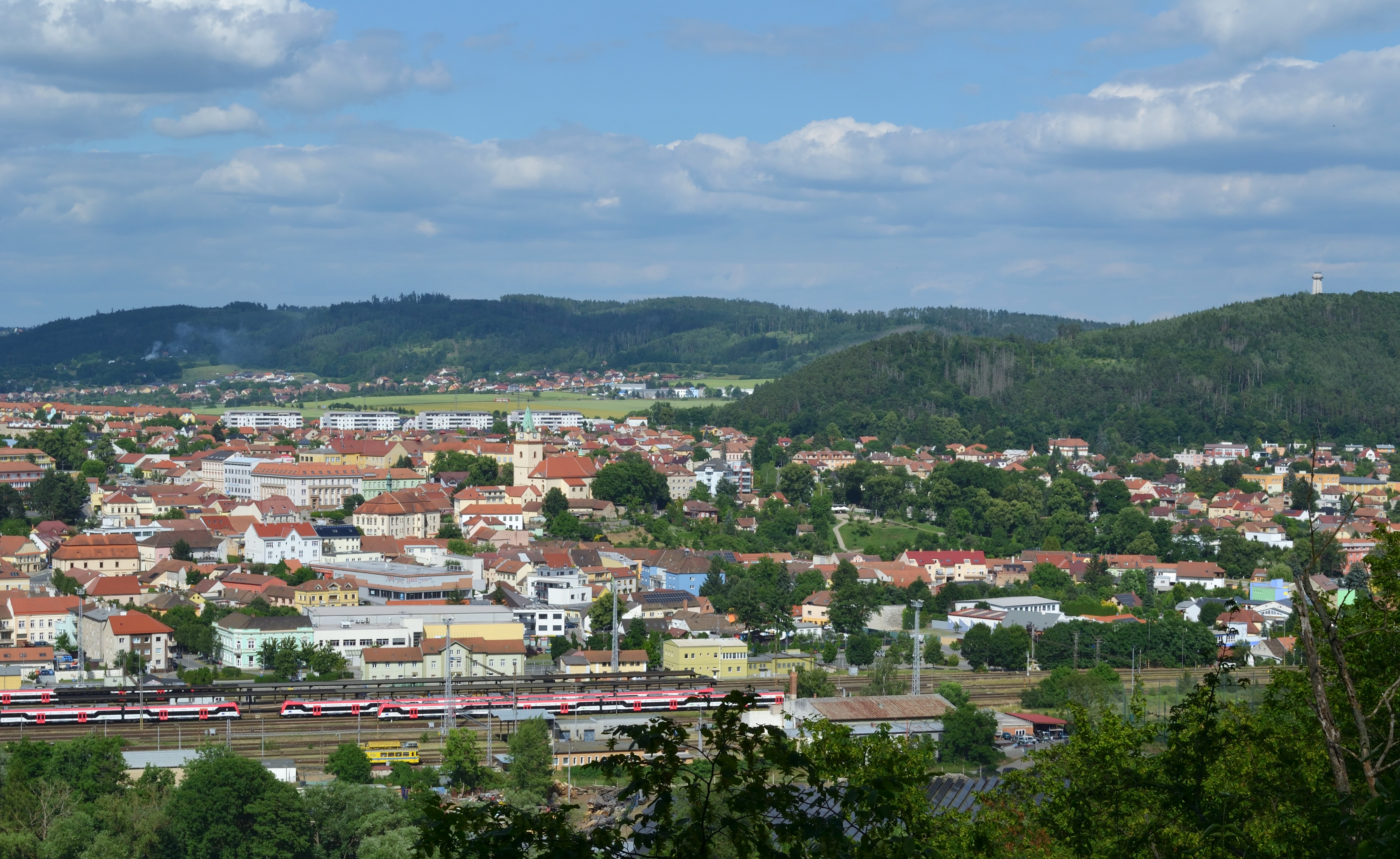
Tišnov : vue générale.

La commune est limitée par Lomnička au nord, par Železné et Drásov à l'est, par Hradčany et Březina (Tišnov) au sud, et par Předklášteří à l'ouest. La commune comprend deux exclaves : la première au sud-ouest formée par le quartier de Pejškov et la seconde au nord-est qui regroupe les quartiers de Hájek et Jamné.

## Histoire
La première mention écrite de la localité date de 1233.

## Administration
La commune se compose de cinq sections :
- Tišnov
- Hajánky
- Hájek
- Jamné
- Pejškov

## Transports
Par la route, Tišnov se trouve à 12 km de Kuřim, à 24 km de Blansko, à 27 km de Brno et à 192 km de Prague.

## Jumelages
La ville de Tišnov est jumelée avec :
- Moldava nad Bodvou (Slovaquie)
- Sulejów (Pologne)
- Sereď (Slovaquie)